# Persona 4 Revival
Persona 4 Revival (ペルソナ４ リバイバル Perusona Fō Ribaibaru?) es un próximo videojuego de rol desarrollado y publicado por Atlus. Es un remake de Persona 4 (2008), la quinta entrega principal de la serie Persona, que a su vez forma parte de la franquicia Megami Tensei.
Tras el impulso de la franquicia Persona a la popularidad mundial con el lanzamiento de Persona 5 (2016), Atlus había expresado interés en rehacer por completo sus títulos más antiguos para plataformas modernas, incluido Persona 4. El proyecto entró en desarrollo en medio del éxito de su anterior remake, Persona 3 Reload (2024). El juego se anunció oficialmente en junio de 2025. Revival es una reproducción fiel de la historia de Persona 4, mejorada tanto gráfica como mecánicamente para que el título esté a la par con su sucesor y Persona 3 Reload.
Persona 4 Revival está programado para lanzarse para PlayStation 5, Windows y Xbox Series X/S.

## Desarrollo
En julio de 2022, Atlus realizó una encuesta dirigida por consumidores en Japón para medir el interés en posibles remakes y relanzamientos de juegos anteriores del editor, específicamente en la franquicia Megami Tensei. Durante una transmisión en vivo de los resultados de la encuesta, Atlus reveló que Persona 4 (2008) fue el cuarto remake más solicitado por el editor entre el 74,8% de los participantes. Uno de los juegos más votados, Persona 3 (2006), recibió un remake de alta definición para plataformas modernas titulado Persona 3 Reload en 2024. Reload se convirtió en el título más vendido de la serie Persona al superar el millón de unidades vendidas en una semana, así como el título más vendido de la editorial en su conjunto hasta Metaphor: ReFantazio más tarde ese año. El éxito de Reload creó un interés interno en continuar inmediatamente un proyecto similar para Persona 4, que el productor de P-Studio, Kazuhisa Wada, consideró un juego que tenía un "lugar personal" en su corazón para convertir a Persona en una franquicia exitosa y bien considerada en su lanzamiento original. La AMA también pensó que Revival sería un proyecto que sería "fresco y sorprendente" tanto para los recién llegados como para los fanáticos del juego original desde hace mucho tiempo.
Persona 4 Revival rehace los modelos de personajes y activos existentes desde cero para que se presenten de manera más proporcional, en relación con el diseño ambiental, como con Persona 5 (2016) y el remake anterior Persona 3 Reload (2024). Al igual que con Reload, se espera que el elenco principal de voces en inglés para Revival sea completamente renovado con nuevos actores en los papeles principales.

## Lanzamiento
El dominio web "p4re.jp" fue registrado por Atlus en marzo de 2025, lo que provocó especulaciones en línea sobre su conexión con un posible remake de Persona 4, con la abreviatura que coincide con la convención de nomenclatura utilizada para el sitio web oficial japonés para Persona 3 Reload. La existencia del juego fue aludida por numerosos actores asociados con la franquicia, incluidos Yuri Lowenthal, Erin Fitzgerald y Amanda Winn-Lee, a finales de mayo y principios de junio de 2025; los actores anunciaron que no se les pidió que repitieran sus respectivos papeles como los personajes de Persona 4  Yosuke Hanamura, Chie Satonaka y Yukiko Amagi en el remake, que en ese momento aún no había sido reconocido por Atlus. Persona 4 Revival se anunció posteriormente con un teaser tráiler durante el evento Xbox Games Showcase de Microsoft Gaming el 8 de junio de 2025. El anuncio fue acompañado por un mensaje del productor de P-Studio, Kazuhisa Wada.
Persona 4 Revival está programado para lanzarse para PlayStation 5, Windows y Xbox Series X/S. Desde su lanzamiento, el juego se podrá jugar en Xbox Game Pass Ultimate y PC Game Pass, y también será compatible con Xbox Play Anywhere en Windows y Xbox Series X/S.

## Recepción
IGN señaló que las críticas a la presentación del juego se centraron en la falta de contenido del juego y la falta de Nintendo Switch 2 como plataforma.